# Joachim Trümper
Joachim Ernst Trümper (* 27. Mai 1933 in Haldensleben) ist ein deutscher Astrophysiker.

## Leben
Trümper hat das Gymnasium in Bernburg (Saale) absolviert und studierte Physik in Halle (Saale), Hamburg und Kiel. 1959 wurde er mit einer Arbeit über kosmische Strahlung in Kernphysik an der Universität Kiel promoviert. 1966 habilitierte er sich in Kiel mit einer Schrift über kosmische Strahlung.
Nach einer Zeit als Gastdozent am Max-Planck-Institut für extraterrestrische Physik in Garching und als Professor in Kiel war er von 1971 bis 1975 ordentlicher Professor und Direktor des Astronomischen Instituts der Universität Tübingen.
Von 1975 bis 2001 war er Direktor am Max-Planck-Institut für extraterrestrische Physik und Honorarprofessor an der Ludwig-Maximilians-Universität München.

## Persönliches
Er ist der ältere Bruder des theoretischen Physikers Manfred Trümper.

## Wirken
In seiner Dissertation (1956–59) entwickelte Joachim Trümper eine frühe Version der Funkenkammer und wandte sich dann Messungen der Kosmischen Strahlung zu. Unter seiner Leitung wurde ab 1961 das Kieler Luftschauerexperiment aufgebaut und von 1965 bis 1971 für Messungen im Energiebereich 1014–1017 eV eingesetzt. Die wissenschaftlichen Arbeiten aus dieser Zeit galten in erster Linie dem Energiespektrum und der chemischen Zusammensetzung der Kosmischen Strahlung.
Nach der Entdeckung der Pulsare (1967) arbeitete Trümper an Modellen für die Pulsarstrahlung und entwickelte Pläne für die Röntgenastronomie. Nach seiner Berufung an die Universität Tübingen begann er mit dem Aufbau der Röntgenastronomie in Deutschland und initiierte ein Ballonprogramm zur Untersuchung von Röntgenquellen im Energiebereich (20–200 keV), die kurz zuvor von Uhuru (2–6 keV) entdeckt worden waren. Nach seiner Berufung zum Direktor am Max-Planck-Institut für extraterrestrische Physik (MPE) in Garching wurde dieses Programm gemeinsam mit dem Tübinger Astronomischen Institut fortgesetzt. Höhepunkte waren die Entdeckung der Zyklotronresonanz im Spektrum von Hercules X-1, womit erstmals das gigantische Magnetfeld eines Neutronensterns (4×108 Tesla) gemessen wurde und eine Präzisionsmessung des Spektrums des Schwarzen Loches Cygnus X-1, die Rückschlüsse auf den Strahlungsmechanismus erlaubte.
Die Messungen im harten Röntgenbereich wurden von 1987 bis 2001 auf der sowjetischen Raumstation MIR fortgesetzt, wobei unter anderem die Entdeckung harter Röntgenstrahlung von der Supernova 1987A gelang. Diese entsteht durch Comptonisierung der Gammastrahlung, die beim Zerfall von Radionukliden (insbesondere von Ni60/Co60) emittiert wird.
In den Jahren 1983–86 nutzte die Röntgengruppe des MPE aktiv den Röntgensatelliten EXOSAT der ESRO/ESA, in dessen Missions-Definitionsgruppe Trümper seit 1971 tätig gewesen war. Mit EXOSAT wurden sehr viele Beobachtungen, vor allem an kompakten galaktischen und extragalaktischen Röntgenquellen, gemacht. Die wissenschaftlichen Beiträge von Joachim Trümper aus dieser Phase sind in ca. 40 Publikationen in den Jahren 1984 bis 1989 niedergelegt.
Bereits seit 1972 entwickelte die Arbeitsgruppe von Trümper abbildende Teleskope für die Röntgenastronomie, die bei verschiedenen Raketenflügen zwischen 1977 und 1987 getestet wurden. 1975 schlug Trümper dem Bundesministerium für Forschung und Technologie den Bau eines Satelliten vor, der mit einem großen Röntgenteleskop ausgerüstet werden sollte. An diesem zunächst nationalen Projekt, das den Namen ROSAT (ROentgenSATellit) erhielt, beteiligten sich ab 1982/83 auch die NASA und das britische SERC. Der Plan, ROSAT mit dem Space Shuttle zu starten, wurde nach der Challenger-Katastrophe 1986 zugunsten eines Raketenstarts aufgegeben, der am 1. Juni 1990 mit einer Thor Delta II von Cape Canaveral aus erfolgte.
Mit ROSAT wurde die erste vollständige Himmelsdurchmusterung mit einem Röntgenteleskop durchgeführt, womit die Zahl der bekannten Quellen im Vergleich zum HEAO-1-Survey von 840 auf 125.000 gesteigert wurde. Im anschließenden Beobachtungsprogramm 1991–1998 wurden etwa 8.000 Einzelbeobachtungen durchgeführt, die Tausenden von Astrophysikern eine Fülle neuer Erkenntnisse über astrophysikalische Objekte und Prozesse erbrachten.
Die wissenschaftlichen ROSAT-Aktivitäten unter der Leitung von Trümper befassten sich vor allem mit der magnetosphärischen und photosphärischen Röntgenemission von Pulsaren und kühlenden Neutronensternen. Mit ROSAT gelang es erstmals, die rein thermische Emission von den heißen Photosphären von einzelnen, kühlenden Neutronensternen zu messen. Außerdem war Trümper an Arbeiten über Supernova-Überreste, Galaxienhaufen, Quasare und die kosmische Röntgenhintergrundstrahlung sowie an der Entdeckung der Röntgenemission von Kometen beteiligt. Zu den Höhepunkten gehörte auch die Entdeckung der superweichen Röntgenquellen, die sich als Weiße Zwerge in Doppelsternsystemen mit thermonuklearem Brennen an der Oberfläche entpuppten.
Im Anschluss an ROSAT beteiligte sich Trümper an Messungen mit den Röntgen-Observatorien Chandra der NASA und XMM-Newton der ESA, zu deren Entwicklung und Instrumentierung seine Arbeitsgruppe seit Mitte der 1980er Jahre wesentlich beitrug. So wurde gemeinsam mit einer holländischen Gruppe ein Transmissionsgitterspektrometer für Chandra entwickelt sowie drei Röntgenspiegelsysteme und eine neuartige Röntgen-CCD-Kamera für XMM-Newton.
Bei der Durchführung der Röntgen-Projekte des MPE spielte die Röntgentestanlage PANTER, die 1981 primär für ROSAT aufgebaut wurde, eine entscheidende Rolle. Sie wurde auch für Teleskoptests und Kalibrierung bei anderen Röntgenprojekten eingesetzt, u. a. EXOSAT, BeppoSAX, Chandra, XMM-Newton und Swift. Eine ähnliche Schlüsselrolle besitzt das MPI Halbleiterlabor, das 1992 zusammen mit dem Max-Planck-Institut für Physik gegründet wurde, wo neuartige Röntgen-pnCCDs für XMM-Newton entwickelt und gebaut wurden. In beiden Einrichtungen laufen derzeit Entwicklungen für die Röntgenmissionen der Zukunft, eROSITA und Athena.
Seit 2001 arbeitet Trümper am MPE als Emeritus. Seine Publikationsliste weist insgesamt 738 Titel auf (ADS, Stand 2022), die mehr als 24.000-mal zitiert wurden. Er war bzw. ist Mitautor oder -herausgeber von acht Büchern sowie einer Reihe von wissenschaftlichen Journalen.
Er ist Mitglied zahlreicher wissenschaftlicher Verbände, u. a. seit 1979 in der Gesellschaft Deutscher Naturforscher und Ärzte e. V. und seit 1988 in der Nationalen Akademie der Wissenschaften Leopoldina, in der er von 2003 bis 2006 dem Senat angehörte. Von 1986 bis 1988 war er Präsident und von 1988 bis 1990 Vizepräsident der Deutschen Physikalischen Gesellschaft. Im Jahr 2020 wurde er für seine Verdienste um die Röntgenastronomie zum Ehrenmitglied der DPG ernannt.
1989 war er Gründungsmitglied der Academia Scientiarum et Artium Europaea in Salzburg. Er ist seit 1989 ordentliches Mitglied der Academia Europaea an und seit 1997 ordentliches Mitglied der Mathematisch-naturwissenschaftlichen Klasse der Bayerischen Akademie der Wissenschaften. 2003 wurde er zum Auswärtigen Mitglied der Russischen Akademie der Wissenschaften und 2013 zum Korrespondierenden Mitglied der Internationalen Stiftung Hochalpine Forschungsstationen Jungfraujoch und Gornergrat gewählt.
Außerdem arbeitete er in Gremien von BMBF, DARA, MPG, DFG, DLR, DPG, EPS, IUPAP, COSPAR, KFK, ESA und NASA mit.

## Ehrungen und Auszeichnungen
- 1979: Röntgenmedaille der Stadt Würzburg
- 1985: Bundesverdienstkreuz am Bande
- 1987: Ziolkowski-Medaille der Kosmonautischen Föderation der UdSSR
- 1994: COSPAR Award for Outstanding Contributions to Space Science
- 1994: Karl-Schwarzschild-Medaille der Astronomischen Gesellschaft
- 1995: Stern-Gerlach-Medaille der Deutschen Physikalischen Gesellschaft
- 1995: Max-Planck-Forschungspreis
- 1996: Preis der Aachener und Münchener für Technik und angewandte Naturwissenschaften der Carl-Arthur Pastor-Stiftung in Aachen
- 1996: Ehrenmitglied des Physikalischen Vereins in Frankfurt
- 1998: Röntgen-Plakette der Stadt Remscheid
- 1999: ESA Award
- 2002: Bayerischer Verdienstorden
- 2002: Basic Science Award der International Academy of Astronautics
- 2003: Doctor honoris causa, Universiteit van Amsterdam, Niederlande
- 2006: Marcel Grossmann Award des International Center for Relativistic Astrophysics
- 2012: The Order of the Rising Sun, Gold Rays with Neck Ribbon, (Orden der aufgehenden Sonne)[5]
- 2016: Tycho-Brahe-Preis der European Astronomical Society
- 2017: Cothenius-Medaille der Leopoldina
- 2020: Ehrenmitglied der Deutschen Physikalischen Gesellschaft

## Schriften
- Der Röntgensatellit Rosat, Physikalische Blätter, Band 46, 1990, S. 137–143, doi:10.1002/phbl.19900460502
- Die Erkundung des Himmels mit dem Röntgensatelliten ROSAT, Physikalische Blätter, Band 47, 1991, S. 29–33, doi:10.1002/phbl.19910470109
- ROSAT-Zwischenbilanz – ein neues Bild des Himmels, Physikalische Blätter, Band 50, 1994, S. 35–42, doi:10.1002/phbl.19940500111
- Astrophysik: ROSAT und seine Nachfolger: Der Forschungssatellit ROSAT hat die Röntgenastronomie revolutioniert, Physikalische Blätter, Band 55, 1999, S. 45–49, doi:10.1002/phbl.19990550910
- Röntgenstrahlung von Neutronensternen, Physikalische Blätter, Band 51, 1995, S. 649–654, doi:10.1002/phbl.19950510722